# Parc d'Esports Sol de Baix
El Parc d'Esports Sol de Baix va ser un complex poliesportiu de Barcelona, a cavall entre els barris de Sants i les Corts, existent entre 1932 i 1951.

## Història

### Precedents
Fins als anys 20 del segle xx els terrenys eren una gran parcel·la de terreny pràcticament sense urbanitzar, delimitada aproximadament per la Travessera de les Corts, el carrer Joan Güell, l'avinguda de Madrid i la Gran Via de Carles III. La finca rebia el nom de Sol de Baix, d'aquí el nom posterior de les instal·lacions, i que encara conserva actualment una zona verda a la mateixa zona (plaça del Sol de Baix).
El 1926 el Futbol Club Barcelona va llogar els terrenys com a camp d'entrenament. Gradualment hi va anar afegint instal·lacions per a altres seccions del club, com ara una pista de bàsquet a finals de febrer de 1927. L'arrendament dels terrenys va durar fins a principis de 1932.

### Parc d'Esports
L'11 de març de 1932 s'anunciava a la premsa la construcció d'un camp d'esports en els mateixos terrenys per iniciativa de la Asociación Hípico Galguera Deportiva de Cataluña (AHGDC).
La inauguració oficial es va dur a terme el 29 de juliol de 1932. El nou complex esportiu constava d'una pista el·líptica amb dues pistes paral·leles: una interior, per a curses de llebrers (500 m.), i una altra exterior per a curses de trotons (680 m.), inaugurada el setembre. També era apte per a la disputa de curses de motos i de bicicletes. Alhora, l'espai central era apte com a terreny de joc per jugar a futbol, rugbi o beisbol.

### Canòdrom Parc
Des del principi el recinte va tenir èxit sobretot com a canòdrom (és a dir, curses de llebrers) i, en menor grau, com a velòdrom per a proves ciclistes i de motocicletes. En canvi, les proves hípiques foren residuals. Per aquest motiu la instal·lació fou reformada, rebatejada com a Canodrom Park i reinaugurada el 19 de maig de 1934. Entre altres proves d'importància es varen disputar dos Campionat d'Espanya de llebrers en pista (1940 i 1949) i algunes proves internacionals de ciclisme en pista. En record d'aquest canòdrom, el parc de Sol de Baix rep encara ara el nom popular de camp dels gossos.
Des de finals dels anys 40 també van tenir bona acollida les curses de midgets, uns petits bòlids que es desplaçaven a gran velocitat sobre la pista.
Degut al creixement urbanístic de la ciutat la instal·lació va tancar les portes el mes d'agost de 1951 i fou enderrocat al mes següent.